# Gryllacris pumila
Gryllacris pumila är en insektsart som beskrevs av Heinrich Hugo Karny 1925. Gryllacris pumila ingår i släktet Gryllacris och familjen Gryllacrididae. Inga underarter finns listade i Catalogue of Life.